# Šelit (eksploziv)
Šelit (poznat kao Tridite u američkoj službi ) je eksplozivna mešavina pikrinske kiseline i dinitrofenola ili pikrinske kiseline i heksanitrodifenilamina u razmeri 70/30. Obično se koristio kao punjenje u granatama Kraljevske mornarice tokom ranog dela 20. veka.

## Istorija
Šelit je nastao posle Prvog svetskog rata kao razvoj lidita (pikrinske kiseline). Tokom rata utvrđeno je da su granate za probijanje oklopa punjene liditom osetljive na udar, sa tendencijom da prerano detoniraju pri udaru, a ne nakon što probiju oklopnu ploču mete.  Šelit je bio manje osetljiv, a takođe je imao prednost niske tačke topljenja, što je omogućilo da se lako topi i sipa u čaure tokom proizvodnje.  Prva ispitivanja šelita održana su 1921. godine, kada je britanski Monitor HMS Terror eksperimentalno ispalio različite tipove granata od 380 mm (15 in). na 460 m (500 yd), u direktnom dometu protiv predatog nemačkog bojnog broda SMS Baden. 
Tokom Drugog svetskog rata, šelit je nastavio da se koristi u pomorskim granatama. Korišćena je u britanskoj Diznijevoj bombi, vrsti bombe za probijanje betona.

## Nasleđe
Municija punjena šelitom se još uvek može susresti u olupinama potopljenih ratnih brodova. Smatraju se opasnim jer će tokom vremena pikrinska kiselina reagovati i formirati kristale metalnih pikrata, kao što je pikrat gvožđa. Ovi kristali su izuzetno osetljivi na udarce i preporučuje se da se olupine koje sadrže šelitnu municiju ni na koji način nediraju.  Opasnost se može smanjiti kada čaure granata budu dovoljno korodirane da propuste morsku vodu jer su ovi materijali rastvorljivi u vodi. 

## Bibliografija
- Albright, Richard D. (2011). Cleanup of chemical and explosive munitions : location, identification and environmental remediation (2nd изд.). Norwich, N.Y.: William Andrew. ISBN 978-1-4377-3477-5. OCLC 770664959.

- Meyer, Rodolf; Kohler, Josef; Homberg, Axel (2008). Explosives. John Wiley and Sons. ISBN 978-3527616343.

- Preston, Antony; Jordan, John; Dent, Stephen (2007). Warship. Naval Institute Press. ISBN 978-1844860418.
- Zukas, Jonas; Walters, William W.; Walters, William P. (2002). Explosive Effects and Applications. Springer. ISBN 0387955585.